# Acacia anegadensis
Acacia anegadensis (tên tiếng Anh là Pokemeboy) là một loài rau đậu thuộc họ Fabaceae. Loài này chỉ có ở quần đảo Virgin thuộc Anh.
Môi trường sống tự nhiên của chúng là rừng khô nhiệt đới hoặc cận nhiệt đới, vùng cây bụi khô khu vực nhiệt đới hoặc cận nhiệt đới, vùng bờ biển cát, và vườn nông thôn.
Chúng hiện đang bị đe dọa vì mất môi trường sống.